# Sinartrosis
Sinartrosis 
es un tipo de articulación que, en la última etapa de su desarrollo, no presenta movimiento. En ellas los tejidos se relacionan de manera continua y directa, sin que medie una cavidad articular.

De los tres tipos principales de articulaciones, las sinartrosis son las menos complejas y las menos móviles.

## Características
El término deriva del griego (συνάρθρωσις synárthrōsis: sýn unión, arthr(o) articulación, ō-sis proceso o estructura) que se traduce como estructura articulatoria unida.

Los diferentes tejidos integrantes de las sinartrosis, se relacionan de manera continua sin espacios articulares entre ellos.
Se utiliza el criterio morfológico, basado en el tipo de tejido interpuesto entre ambas superficies articulares, para realizar una clasificación de las sinartrosis.

## Tipos de sinartrosis
El tipo de tejido que separa las superficies óseas es utilizado para clasificar las sinartrosis en: sinfibrosis, sincondrosis y sinostosis.

### Sinfibrosis

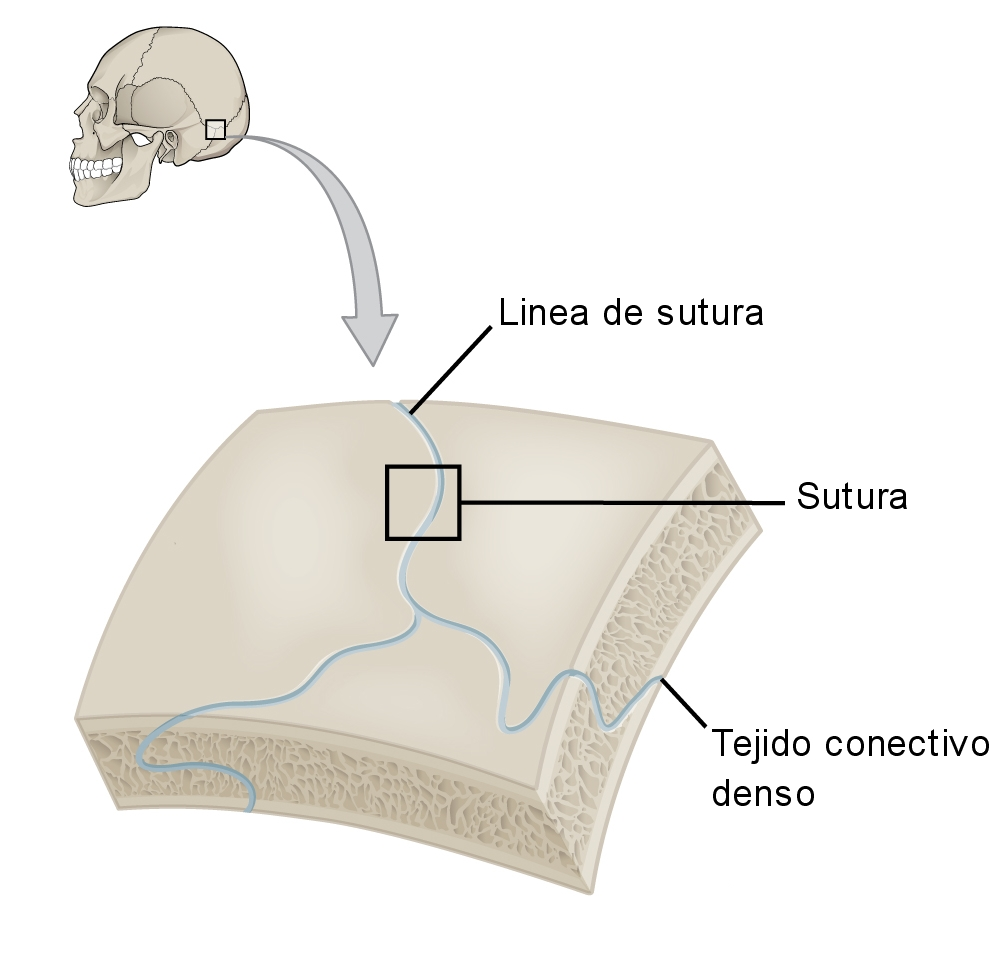
Huesos planos del cráneo con sinfibrosis.

Las sinfibrosis son las más elementales de las articulaciones. Las superficies óseas están unidas solamente por tejido conectivo denso y no presentan, cartílago articular. 

Son típicas de los huesos planos del cráneo y la cara. Las uniones entre estos huesos  crean las suturas del cráneo y son ejemplo de sinartrosis-sinfibrosis.

Una sutura se caracteriza por la brevedad y densidad del tejido conectivo interpuesto, que determina que ambas superficies articulares sean muy cercanas.

#### Sindesmosis
La unión entre la tibia y la fíbula en el humano, es una articulación llamada sinfibrosis-sindesmosis, donde ambos huesos están unidos por una lámina de tejido fibroso.

#### Gonfosis
Las articulaciones fibrosas que se encuentran entre los huesos maxilares y los dientes cuyo nombre es articulación dento-alveolar, son gonfosis.

### Sincondrosis
Las articulaciones sincondrosis muestran tejido cartilaginoso uniendo las superficies óseas. 

La articulación costoesternal entre la primera costilla y el esternón es un ejemplo de sincondrosis. Las uniones entre las costillas óseas y sus cartílagos, llamadas articulaciones condrocostales son sincondrosis.

También son sincondrosis las placas de cartílago que se encuentran en las metáfisis de los huesos largos durante la infancia. Estas placas permiten el crecimiento longitudinal del hueso hasta la fusión de la diáfisis y la epífisis.

### Sinostosis
Las sinostosis o uniones entre los huesos son completamente inmóviles, como soldadura. Las vértebras constituyentes del hueso sacro son sinostosis.

## Patología
La osificación y fusión prematuras de una o más de las suturas fibrosas, entre los huesos del cráneo de un lactante, provocan la alteración del crecimiento del cráneo y es llamada craneosinostosis.